# Montmaur-en-Diois
Montmaur-en-Diois es una población y comuna francesa, en la región de Ródano-Alpes, departamento de Drôme, en el distrito de Die y cantón de Die.

## Demografía
| 63 | 60 | 59 | 58 | 79 | 79 |
| Para los censos de 1962 a 1999 la población legal corresponde a la población sin duplicidades (Fuente: INSEE [Consultar]) |    |    |    |    |    |